# Abdul Hafiz Ghoga
Abdul Hafiz Ghoga é um advogado líbio dos direitos humanos. Foi vice-presidente e porta-voz do Conselho Nacional de Transição.

## Renúncia
Renunciou seu mandato no Conselho Nacional de Transição em 22 de janeiro de 2012.